# Theobroma glaucum
Theobroma glaucum es una especie de plantas de la familia Malvaceae que se encuentra en los bosques húmedos de Colombia, Ecuador, Perú y Brasil.
Es un árbol que alcanza hasta 8 m de altura. El fruto tiene una pulpa comestible, ácida.